# 일본 거래소 그룹

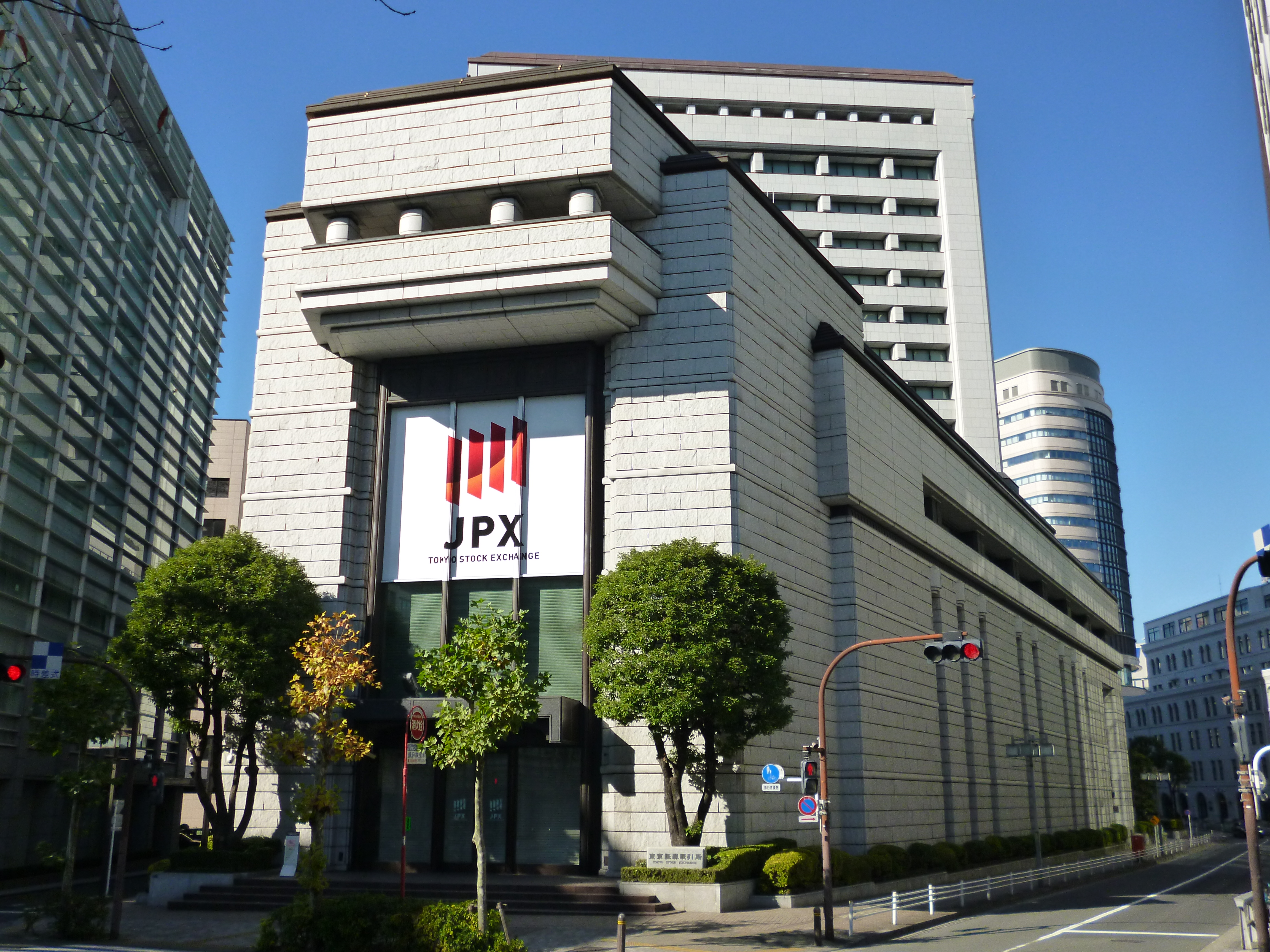

주식회사 일본 거래소 그룹(일본어: 株式会社日本取引所グループ, Japan Exchange Group, Inc.)은 도쿄 증권거래소와 오사카 증권거래소의 경영 통합에 따라 출범 한 지주회사이다.

## 개요
도쿄 증권거래소 그룹이 오사카 증권거래소에 대한 주식 공개 매입을 하고, 전체 주식의 66.67%를 취득하여, 모회사가 된 도쿄 증권거래소 그룹을 이후 자회사가 된 오사카 증권거래소가 흡수 합병(거꾸로 합병)하는 형태로 출범하였다.

## 연혁
- 2011년 11월 22일 - 도쿄 증권거래소 그룹과 오사카 증권거래소가 경영 통합하기로 발표.
- 2013년 1월 1일 - 오사카 증권거래소가 도쿄 증권거래소 그룹을 흡수 합병, 주식회사 일본 거래소 그룹으로 상호 변경.
- 2013년 1월 4일 - 도쿄 증권거래소 제1부에 상장.
- 2013년 7월 16일 - 당사 산하의 도쿄 증권거래소·오사카 증권거래소의 현물 시장을 도쿄 증권거래소로 통합 단일화된다. 상장 기업(법인)수는 자스닥을 포함한 오사카 증권거래소 단독 1100개사 포함하여 3423개로, 세계의 현물 주식시장 제3위 규모에 해당하는 주식 시장이 탄생했다.
- 2014년 3월 24일 - 도쿄 증권거래소의 파생 상품 거래가 오사카 증권거래소로 일원화되고, 아울러 오사카 증권거래소는 사명을 "오사카 거래소"로 변경했다.

## 사업·자회사
- 현물 거래
  - 도쿄 증권거래소
- 파생 상품 거래
  - 오사카 증권거래소
- 자율 규제
  - 일본 거래소 자율 규제 법인
- 청산
  - 일본 증권 클리어링 기구

## 같이 보기
- 양곤 증권거래소